# Campeonato Mundial de Pentatlón Moderno de 2024
El LXIV Campeonato Mundial de Pentatlón Moderno se celebró en Zhengzhou (China) entre el 9 y el 16 de junio de 2024 bajo la organización de la Unión Internacional de Pentatlón Moderno (UIPM) y la Federación China de Pentatlón Moderno.
Las competiciones se realizaron en el Centro de Deportes Olímpicos de Zhengzhou.

## Concurso masculino

### Individual
| Puesto | Atleta        | País          | ESG | HÍP | NAT | COM | Total |
| ------ | ------------- | ------------- | --- | --- | --- | --- | ----- |
| Oro    | Csaba Bőhm    | Hungría       | 242 | 300 | 308 | 701 | 1551  |
| Plata  | Balázs Szép   | Hungría       | 237 | 293 | 300 | 694 | 1524  |
| Bronce | Jun Woong-Tae | Corea del Sur | 204 | 293 | 309 | 707 | 1513  |

### Equipos
| Puesto | País            | ESG | HÍP | NAT | COM | Total |
| ------ | --------------- | --- | --- | --- | --- | ----- |
| Oro    | Hungría         |     |     |     |     | 4544  |
| Plata  | Corea del Sur   |     |     |     |     | 4415  |
| Bronce | República Checa |     |     |     |     | 3738  |

### Relevos
| Puesto | Atletas                         | País          | ESG | HÍP | NAT | COM | Total |
| ------ | ------------------------------- | ------------- | --- | --- | --- | --- | ----- |
| Oro    | Jun Woong-Tae Seo Chang-Wan     | Corea del Sur | 250 | 293 | 327 | 596 | 1466  |
| Plata  | Maxym Aharushev Olexandr Tovkai | Ucrania       | 238 | 300 | 323 | 581 | 1442  |
| Bronce | Léo Bories Ugo Fleurot          | Francia       | 245 | 255 | 326 | 601 | 1427  |

## Concurso femenino

### Individual
| Puesto | Atleta          | País          | ESG | HÍP | NAT | COM | Total |
| ------ | --------------- | ------------- | --- | --- | --- | --- | ----- |
| Oro    | Seong Seung-Min | Corea del Sur | 246 | 293 | 285 | 610 | 1434  |
| Plata  | Blanka Guzi     | Hungría       | 210 | 300 | 282 | 641 | 1433  |
| Bronce | Rita Erdős      | Hungría       | 205 | 286 | 272 | 655 | 1418  |

### Equipos
| Puesto | País          | ESG | HÍP | NAT | COM | Total |
| ------ | ------------- | --- | --- | --- | --- | ----- |
| Oro    | Hungría       |     |     |     |     | 4229  |
| Plata  | Corea del Sur |     |     |     |     | 4182  |
| Bronce | México        |     |     |     |     | 3766  |

### Relevos
| Puesto | Atletas                        | País          | ESG | HÍP | NAT | COM | Total |
| ------ | ------------------------------ | ------------- | --- | --- | --- | --- | ----- |
| Oro    | Kim Sun-Woo Seong Seung-Min    | Corea del Sur | 242 | 286 | 303 | 490 | 1321  |
| Plata  | Amira Kandil Haydy Morsy       | Egipto        | 244 | 279 | 294 | 465 | 1282  |
| Bronce | Sofía Cabrera Sophia Hernández | Guatemala     | 222 | 281 | 281 | 487 | 1271  |

## Relevo mixto
| Puesto | Atletas                           | País          | ESG | HÍP | NAT | COM | Total |
| ------ | --------------------------------- | ------------- | --- | --- | --- | --- | ----- |
| Oro    | Seo Chang-Wan Kim Sun-Woo         | Corea del Sur | 232 | –   | 313 | 571 | 1116  |
| Plata  | Mohamed Elgendy Malak Ismail      | Egipto        | 226 | –   | 309 | 575 | 1111  |
| Bronce | Titas Puronas Elzbieta Adomaitytė | Lituania      | 248 | –   | 295 | 562 | 1105  |

## Medallero
| Núm. | País            | Oro | Plata | Bronce | Total |
| ---- | --------------- | --- | ----- | ------ | ----- |
| 1    | Corea del Sur   | 4   | 2     | 1      | 7     |
| 2    | Hungría         | 3   | 2     | 1      | 6     |
| 3    | Egipto          | 0   | 2     | 0      | 2     |
| 4    | Ucrania         | 0   | 1     | 0      | 1     |
| 5    | Francia         | 0   | 0     | 1      | 1     |
| 5    | Guatemala       | 0   | 0     | 1      | 1     |
| 5    | Lituania        | 0   | 0     | 1      | 1     |
| 5    | México          | 0   | 0     | 1      | 1     |
| 5    | República Checa | 0   | 0     | 1      | 1     |
|      | TOTAL           | 7   | 7     | 7      | 21    |